# フォード・ギャラクシー
ギャラクシー (Galaxie) は、フォード・モーターが製造・販売していたフルサイズ自動車である。

## 概要

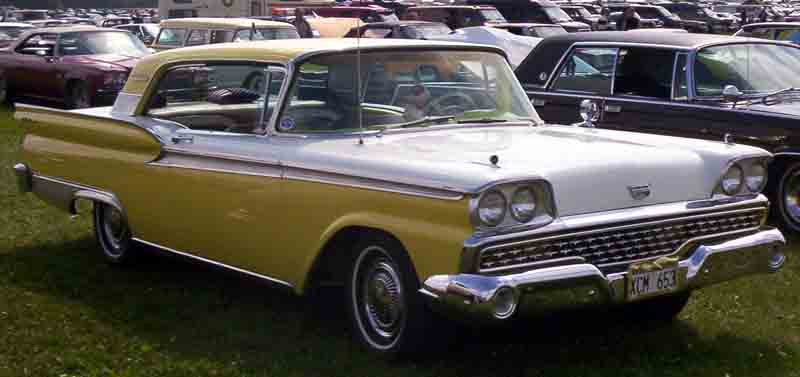
ギャラクシー（初代）

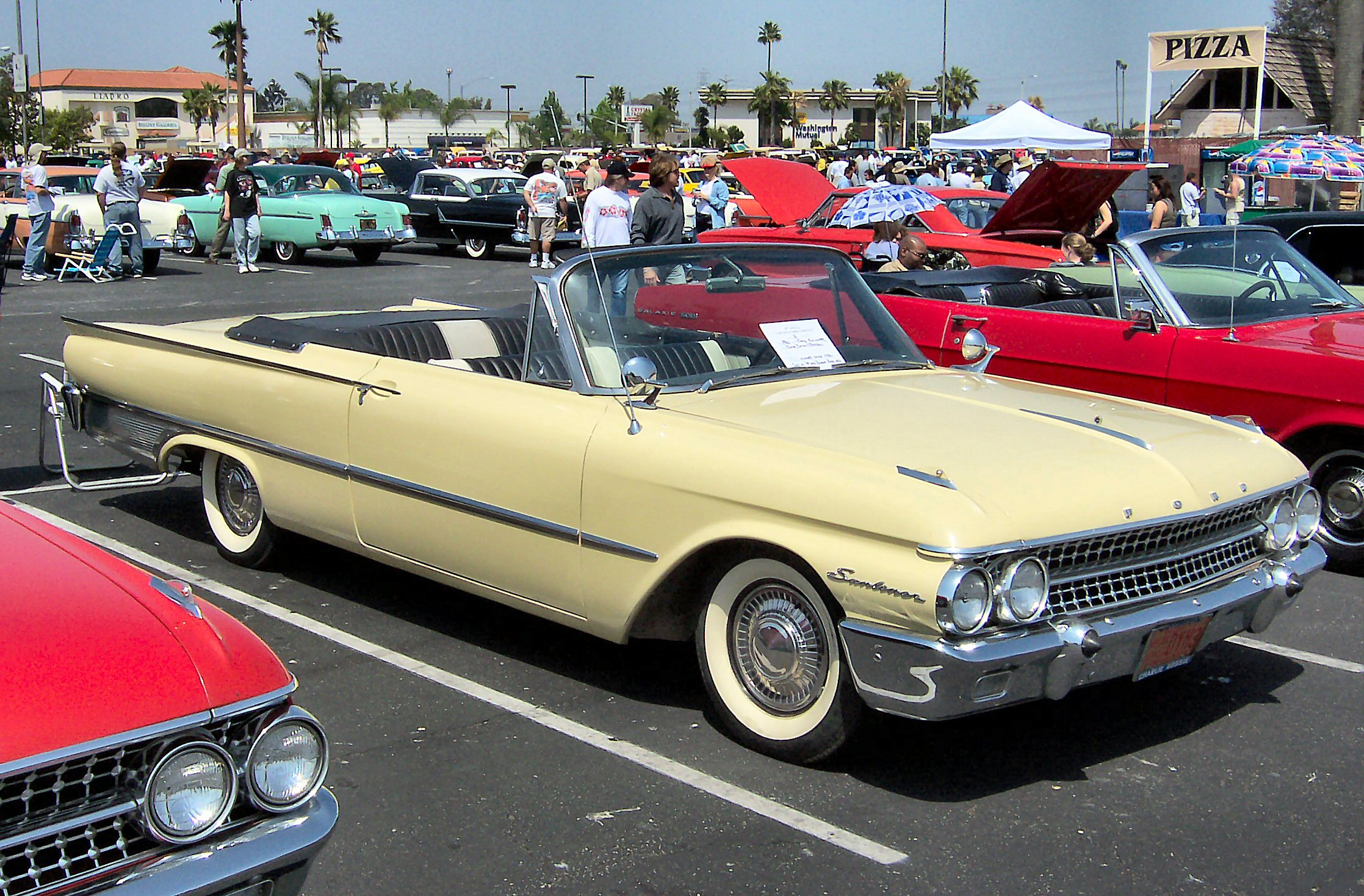
ギャラクシー（2代目）

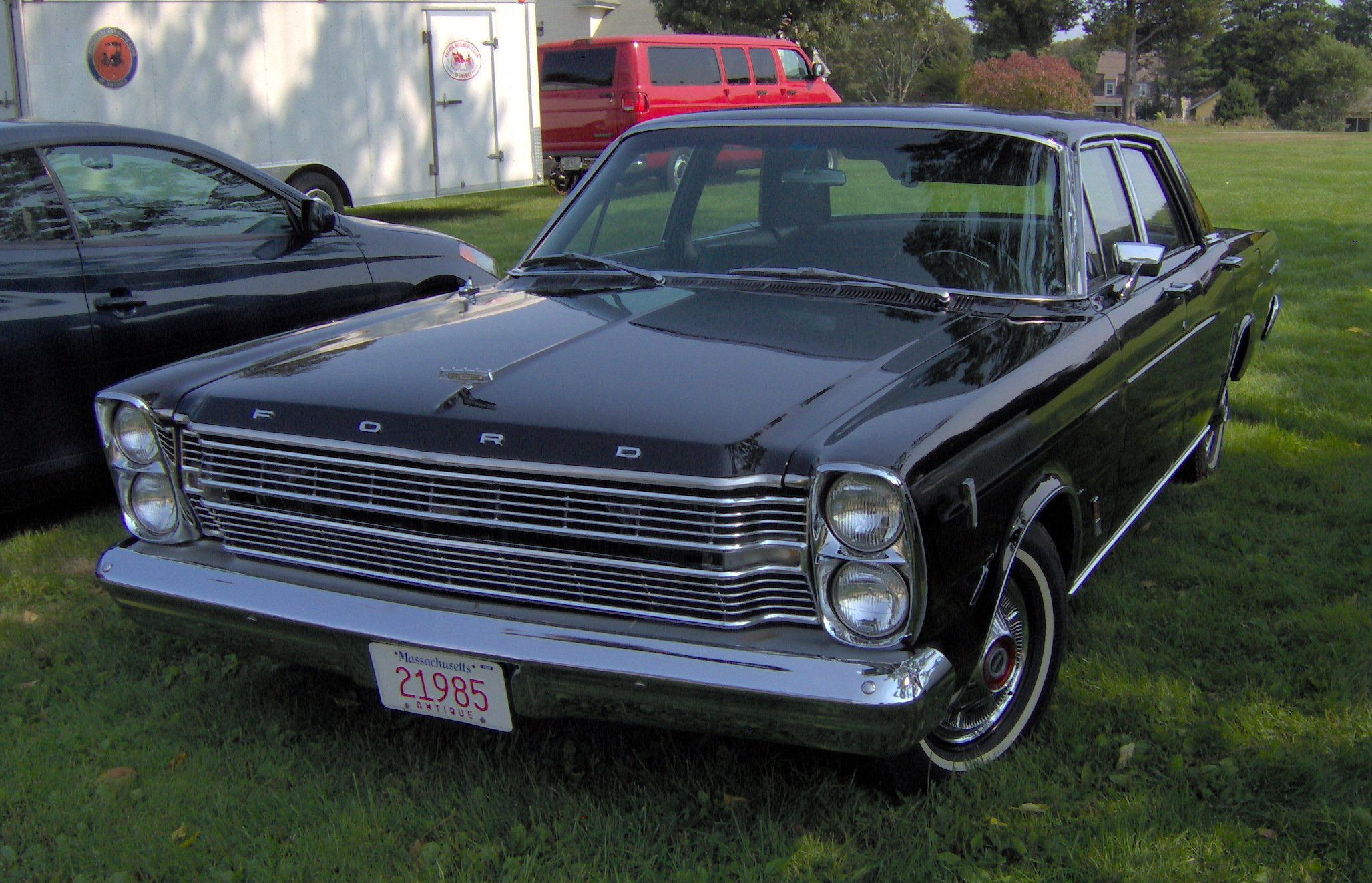
ギャラクシー・500（3代目）

1959年から1974年までの間、4モデルに渡り、アメリカ・フォードのトップレンジをになう後輪駆動のフルサイズモデルとして生産されていた。3代目はブラジルで生産されたほか、4モデルともに日本に輸入されていた。

### 初代
1959年にデビューした初代ギャラクシーは、ベストセラーモデルであった「フェアレーン」の上級版としてデビューしたが、翌1960年には早くもフルモデルチェンジし2代目となった。

### 2代目
1960年にデビューした2代目は、2ドアと4ドアのセダンとハードトップ、2ドアのコンバーチブルの5バリエーションを持つ量販車種として販売され、エンジンは直列6気筒のマイレージメーカーシックスからV型8気筒のチャレンジャーV8、サンダーバードV8のスモールブロックとミディアムブロックまで多彩なバリエーションを持っていた。
なお、「リンカーン・コンチネンタル」や「マーキュリー・ミティア」及び「マーキュリー・モントレー」と兄弟車種であった。

### 3代目
1965年にデビューした3代目からは2ドアハードトップがカタログ落ちしたものの、2代目がもつ多彩なエンジンバリエーションは3代目にもそのまま持ち越された。
なお、1967年より4ドアセダンとハードトップモデルがブラジルの現地法人でも生産され、ビッグマイナーチェンジを繰り返しながら、上級版の「LTD」、「Landau（ランドー）」と併せて1983年まで生産された。

### 4代目
4代目は1968年にデビューし、5ドアステーションワゴンが新たに追加されたものの、6気筒エンジンはカタログから落とされた。1974年に生産終了し、後継車種は同じくフルサイズの「LTD」となった。